# Interior de Minas Gerais

Municípios da Região Metropolitana de Belo Horizonte (em vermelho) e do Interior de Minas Gerais (os demais).

O interior de Minas Gerais, ou interior mineiro, é a região que abrange todo o estado brasileiro supracitado, que pertence à Região Sudeste do país, exceto a Região Metropolitana de Belo Horizonte. Segundo o Instituto Brasileiro de Geografia e Estatística (IBGE), a população da unidade federativa excluindo a região metropolitana de sua capital, em 2010, era de 14 776 021 habitantes, ou seja, 75% de todo o estado.
O povoamento do atual estado teve início após a descoberta de ouro, no final do século XVII, cuja extração trouxe riqueza e desenvolvimento para a então província e proporcionou um crescimento econômico e cultural concentrado nos núcleos urbanos da região mineradora, como na Vila Ribeirão do Carmo (atual Mariana), Vila Rica (Ouro Preto) e Vila Real de Nossa Senhora da Conceição de Sabará (Sabará). No entanto, a escassez do metal proporcionou a emigração da população para outras regiões mineiras entre os séculos XVIII e XIX. Na esperança de se ter uma articulação entre todo o estado, é criada uma nova capital, Belo Horizonte, em 1897.
Na década de 1940, o interior mineiro é beneficiado com a construção de várias usinas hidroelétricas e milhares de quilômetros de rodovias, além de investimentos no setor industrial, impulsionando o desenvolvimento sócio-econômico. Destaca-se por possuir um conjunto cultural muito rico, inclusive com vários sotaques próprios e diferentes daquele da cidade de Belo Horizonte. Suas cidades mais populosas são: Uberlândia, Juiz de Fora, Montes Claros, Uberaba, Governador Valadares, Ipatinga, Sete Lagoas e Divinópolis.

## Contexto histórico

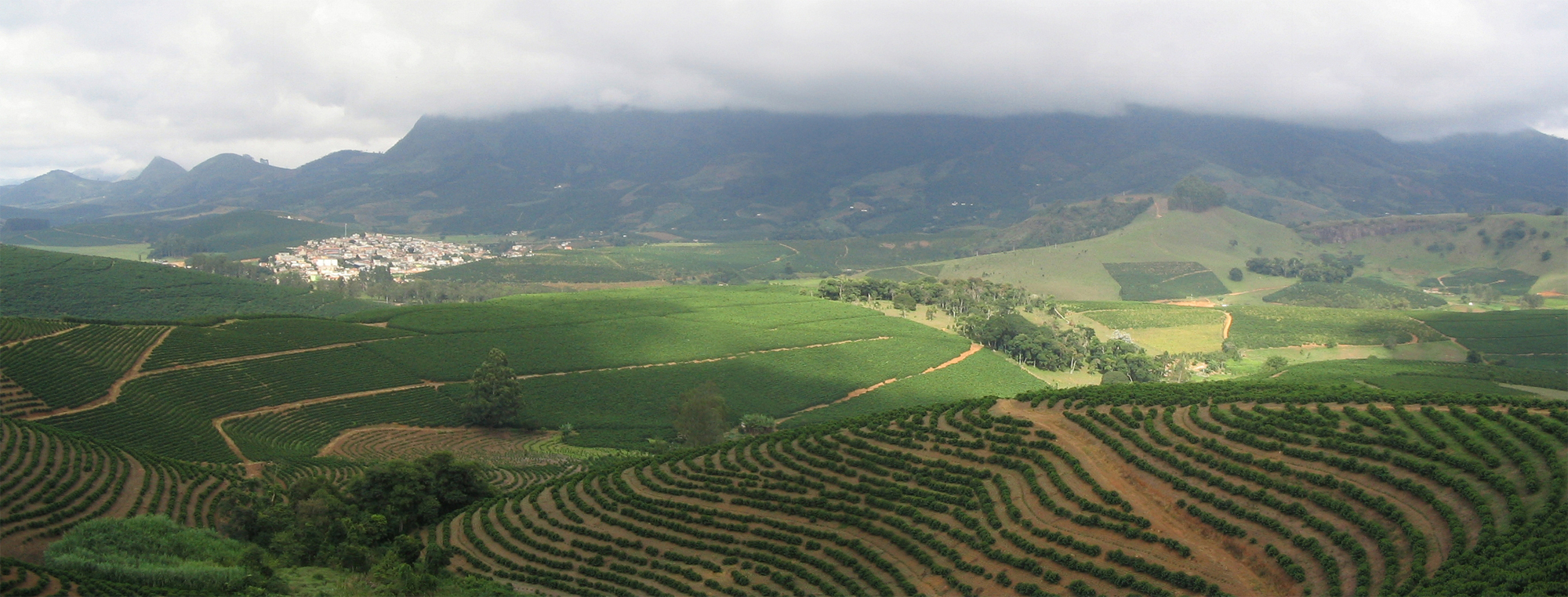
Plantação de café em São João do Manhuaçu: a cultura do café foi uma das responsáveis pelo desenvolvimento econômico do estado.

A extração do ouro trouxe riqueza e desenvolvimento para a então província, proporcionando seu desenvolvimento econômico e cultural a partir do século XVII. Entradas e bandeiras eram realizadas por todo o território com objetivo de obter riquezas e capturar escravos. As primeiras cidades do estado (Vila Ribeirão do Carmo (atual Mariana, criada em 8 de abril de 1711), Vila Rica (atual Ouro Preto, em 8 de julho) e Vila Real de Nossa Senhora da Conceição de Sabará (atual Sabará, em 17 de julho) tiveram seu desenvolvimento baseado na extração do metal a partir de 1695, sendo Vila Rica a capital entre 1721 e o final do século XIX.
A maior parte dos núcleos urbanos se encontrava nas proximidades da região mineradora. No entanto, após a escassez do ouro, entre os séculos XVIII e XIX, houve a emigração de grande parte da população. Os desbravadores passaram a criar novas fazendas por outras regiões do atual estado e na zona rural, erguendo capelas onde, posteriormente, surgiriam arraiais e vilas. Um novo ciclo (o do café) novamente traria, a Minas, projeção nacional. O fim do ciclo do café levaria ao processo de industrialização relativamente tardio. O lucro gerado pela cultura cafeeira, no entanto, era em parte destinado aos portos de exportação nos estados vizinhos e, após o fim da escravidão, não houve a transição direta para o trabalho livre e assalariado nas lavouras, reduzindo a circulação monetária no estado. Também havia uma desarticulação entre as regiões do estado, que tinham mais relações econômicas com os estados vizinhos, levando à criação de uma nova capital, Belo Horizonte, em 1897.
Eram poucas as exceções ao atraso industrial, como a cidade de Juiz de Fora, que, por algum tempo, foi beneficiada pela cultura cafeeira aliada à proximidade com o Rio de Janeiro. No final da década de 1940, uma série de transformações visaram a sanar os problemas que barravam o desenvolvimento mineiro, principalmente durante o período do mandato de Juscelino Kubitschek como governador e presidente da república. Foram construídas várias usinas hidroelétricas e milhares de quilômetros de rodovias.

## Demografia
Segundo dados do censo demográfico do Instituto Brasileiro de Geografia e Estatística (IBGE), realizado no ano de 2010, a população da unidade federativa excluindo a região metropolitana de sua capital, era de 14 776 021 habitantes, ou seja, 75% de todo o estado. Abaixo, os 20 municípios mais populosos do interior do estado:

## Cultura
O interior de Minas Gerais tem destaque por possuir um conjunto cultural muito rico e bastante peculiar, com a religiosidade tendo influência marcante nas principais manifestações culturais, sendo exemplos o Congado, as Cavalhadas e as festas juninas. O artesanato se faz bastante presente, destacando-se trabalhos com materiais tipicamente encontrados no interior do estado, como cerâmica, madeira e fibras vegetais, argila, bordados e tricôs. Na culinária, destacam-se alimentos envolvendo a carne de porco, vaca atolada, o feijão tropeiro com torresmo e a canjiquinha. O pão de queijo, os queijos  (e seu modo artesanal de preparo) e o café também estão entre as principais referências da cozinha interiorana mineira.